# 马特乌什·亚赫莱夫斯基
马特乌什·亚赫莱夫斯基（波蘭語：Mateusz Jachlewski，1984年12月27日—），波兰男子手球运动员。他曾代表波兰参加2008年和2016年夏季奥林匹克运动会手球比赛，分别获得第五名和第四名。